# Federico Nanni
Federico Nanni (* 22. September 1981) ist ein ehemaliger san-marinesischer Fußballspieler.

## Karriere

### Verein
Federico Nanni spielte in seiner Karriere für mehrere Klubs aus seinem Heimatland San Marino. Unter anderem lief er für SP Tre Penne, AC Juvenes/Dogana und AC Libertas auf. Sein größter Erfolg gelang ihm mit dem AC Libertas, als er in der Saison 2007/08 in der Qualifikation für den UEFA-Pokal mit seinem Tor maßgeblichen Anteil am ersten Punktgewinn einer Mannschaft aus San Marino in einem europäischen Wettbewerb hatte.

### Nationalmannschaft
Federico Nanni lief achtmal für die Nationalelf seines Heimatlandes auf, davon einmal in der Startelf. Bei diesen Einsätzen verlor seine Mannschaft jedes Mal.